# فرودگاه واترفورد
فرودگاه واترفورد  (به انگلیسی: Waterford Airport) (به زبان بومی: Aerfort Phort Láirge) یک فرودگاه همگانی مسافربری با کد یاتا WAT است که یک باند فرود آسفالت دارد و طول باند آن ۱۴۳۳ متر است. این فرودگاه در شهر واترفورد کشور ایرلند قرار دارد و در ارتفاع ۳۶ متری از سطح دریا واقع شده است.

## شرکت‌های هواپیمایی و مقصدهای پروازی

### مسافری
As of July 2017, Waterford Airport has no scheduled commercial passenger flights. The only remaining service by VLM Airlines to London–Luton ended in June 2016.